# Збірна Сербії та Чорногорії з футболу
Збірна Сербії та Чорногорії з футболу — збірна, яка представляла Союзну Республіку Югославія (1994—2002 року) та Сербію та Чорногорію (2002—2006 роки) на міжнародних змаганнях. Контролювалася Футбольною асоціацією Сербії та Чорногорії і була членом УЄФА.

## Історія
До 1994 року серби та чорногорці грали за збірну Югославії, яка розглядається у ФІФА як офіційний попередник створеної збірної Сербії та Чорногорії.
Збірна не мала успіху свого попередника, але все ж домоглася участі на Чемпіонаті світу 1998 року. І навіть змогла вийти з групи, вилетівши в першому ж раунді плей-оф від збірної Нідерландів з рахунком 2-1.
За два роки на чемпіонаті Європи з футболу 2000 історія їхньої участі була майже ідентичною: вийшовши з групи, збірна Югославії потрапила на господарів турніру — Нідерланди, від яких удруге зазнала поразки (1-6) і змушена була повертатись додому.
Кваліфікаційну кампанію до чемпіонату світу 2002 року та Євро—2004 збірна Сербії та Чорногорії відверто провалила, не потрапивши в основний етап змагань.
3 червня 2006 року Чорногорія офіційно оголосила про свою незалежність, і 5 числа того ж місяця було офіційно оголошено про розпуск федерації. Але у зв'язку з тим, що до того моменту збірна Сербії та Чорногорії вже встигла кваліфікуватися на Чемпіонат світу в Німеччині і вже 11 червня повинна була там стартувати, то було рішення продовжити брати участь у чемпіонаті світу єдиною, вже фактично неіснуючою державою та збірною Сербії та Чорногорії. Програвши там збірним Нідерландів (1-0) й Аргентини (6:0), 21 червня 2006 року в Мюнхені матчем проти збірної Кот-д'Івуару, який закінчився поразкою 2:3, закінчилася історія збірної, оскільки це був їх останній офіційний міжнародний матч.
Після мундіалю збірна була розпущена, і на її основі було створено спадкоємицю — збірну Сербії. Крім того, Чорногорія створила свою власну федерацію й цілком нову збірну Чорногорії.
Офіційним зникненням збірної Сербії та Чорногорії можна вважати 28 червня 2006 року, коли Футбольна асоціація Сербії та Чорногорії перейменована у Футбольний союз Сербії.